# Знам шта сте радили прошлог лета
Знам шта сте радили прошлог лета (енгл. I Know What You Did Last Summer) је амерички хорор филм из 1997. године, режисера Џима Гилеспија, са Џенифер Лав Хјуит, Саром Мишел Гелар, Рајаном Филипијем и Фредијем Принцом Џуниором у главним улогама. Представља адаптацију истоименог романа Луиса Данкан, док је сценариста, Кевин Вилијамсон инспирацију пронашао у урбаној легенди, Куки. Главни протагонисти филма су четворо младих гимназијалаца, који покушавају годину дана да заташкају злочин, који су починили, али неко ипак зна шта су радили прошлог лета и све почиње када једно од њих добије писмо с овим текстом.

## Радња
Џули, Хелен, Бери и Реј су четворо најбољих пријатеља који завршавају гимназију. Када Хелен победи на избору за мис 4. јула, они одлучују да прославе њену победу. При повратку кући, прегазе једног пешака и како би заташкали злочин одлуче да га баце у море иако примете да је још увек жив. Те ноћи се заклињу да ће ту тајну однети са собом у гроб и растају се.
Годину дана касније Џули Џејмс добије писмо у коме је порука: Знам шта сте радили прошлог лета.. Она се окупља са својим бившим пријатељима како би покушали да пронађу ко стоји иза тога. Међутим претеће поруке прелазе у нападе човека обученог у рибарски капут, са куком, који жели да их убије...

## Улоге
| Глумац             | Улога        |
| ------------------ | ------------ |
| Џенифер Лав Хјуит  | Џули Џејмс   |
| Сара Мишел Гелар   | Хелен Шиверс |
| Рајан Филипи       | Бери Кокс    |
| Фреди Принц Џуниор | Реј Бронсон  |
| Бриџет Вилсон      | Елса Шиверс  |
| Ен Хејч            | Миси Иген    |
| Муз Вотсон         | Бен Вилис    |
| Џони Галеки        | Макс Неурик  |